# Campeonato de Fútbol de Asia Oriental de 2005
El Campeonato de Fútbol de Asia Oriental de 2005 fue la segunda edición del torneo de la Federación de Fútbol de Asia Oriental para selecciones masculinas de fútbol de categoría absoluta. Su fase final se desarrolló en Corea del Sur, teniendo como ganadora a China.

## Sedes
| Daegu                        | Daejeon                        | Jeonju                        |
| ---------------------------- | ------------------------------ | ----------------------------- |
| Estadio Mundialista de Daegu | Estadio Mundialista de Daejeon | Estadio Mundialista de Jeonju |
| Aforo: 66 422                | Aforo: 40 400                  | Aforo: 42 477                 |
|                              |                                |                               |

## Selecciones participantes
| Selecciones participantes | Selecciones participantes | Selecciones participantes | Selecciones participantes |
| ------------------------- | ------------------------- | ------------------------- | ------------------------- |
| Corea del Norte           | Corea del Sur             | China                     | Japón                     |

## Resultados
| Equipo          | Pts | PJ | PG | PE | PP | GF | GC | Dif |
| --------------- | --- | -- | -- | -- | -- | -- | -- | --- |
| China           | 5   | 3  | 1  | 2  | 0  | 5  | 3  | 2   |
| Japón           | 4   | 3  | 1  | 1  | 1  | 3  | 3  | 0   |
| Corea del Norte | 4   | 3  | 1  | 1  | 1  | 1  | 2  | -1  |
| Corea del Sur   | 2   | 3  | 0  | 2  | 1  | 1  | 2  | -1  |

| 31 de julio de 2005 | Corea del Sur   | 1:1 (0:0) | China         | Estadio Mundialista de Daejeon, Daejeon |                              |
|                     | Kim Jin-kyu 73' | Reporte   | Sun Xiang 52' | Árbitro(s): Yuichi Nichimura            | Árbitro(s): Yuichi Nichimura |

| 31 de julio de 2005 | Corea del Norte  | 1:0 (1:0) | Japón | Estadio Mundialista de Daejeon, Daejeon |                     |
|                     | Kim Yong-jun 27' | Reporte   |       | Árbitro(s): Tan Hai                     | Árbitro(s): Tan Hai |

| 3 de agosto de 2005 | Japón                     | 2:2 (0:2) | China                            | Estadio Mundialista de Daejeon, Daejeon |                          |
|                     | Moniwa 59' · T.Tanaka 87' | Reporte   | Li Jinyu 37' · Zhang Yonghai 43' | Árbitro(s): Kim Dong-jin                | Árbitro(s): Kim Dong-jin |

| 4 de agosto de 2005 | Corea del Norte | 0:0     | Corea del Sur | Estadio Mundialista de Jeonju, Jeonju |                               |
|                     |                 | Reporte |               | Árbitro(s): Ghahremani Mohsen         | Árbitro(s): Ghahremani Mohsen |

| 7 de agosto de 2005 | China                    | 2:0 (1:0) | Corea del Norte | Estadio Mundialista de Daegu, Daegu |                          |
|                     | Li Yan 13' · Xie Hui 65' | Reporte   |                 | Árbitro(s): Kim Dong-jin            | Árbitro(s): Kim Dong-jin |

| 7 de agosto de 2005 | Corea del Sur | 0:1 (0:0) | Japón        | Estadio Mundialista de Daegu, Daegu |                     |
|                     |               | Reporte   | Nakazawa 86' | Árbitro(s): Tan Hai                 | Árbitro(s): Tan Hai |

|                           |
|                           |
| Campeón China 1.er título |